# Kevin Farley
Kevin Peter Farley (Madison, 8 giugno 1965) è un attore statunitense.
Secondo dei tre fratelli Farley, John e Chris; Kevin è un aspirante comico d'esibizione, occasionalmente lavora a componimenti musicali, dedicandosi al canto e alla danza, oltre che essere un production designer.

## Filmografia parziale
- La pecora nera (Black Sheep), regia di Penelope Spheeris (1996) - Cameo
- Una storia vera (The Straight Story), regia di David Lynch (1999)
- Zohan - Tutte le donne vengono al pettine (You Don't Mess with the Zohan), regia di Dennis Dugan (2008)
- Still the King - serie TV, 17 episodi (2016-2017)

## Doppiatori italiani
Nelle versioni in italiano dei suoi lavori, Kevin Farley è stato doppiato da:
- Massimo Rossi in Hawaii Five-0